# Järntjärnen, Medelpad
Järntjärnen är en sjö i Ånge kommun i Medelpad och ingår i Ljungans huvudavrinningsområde. Sjön har en area på 0,0989 kvadratkilometer och ligger 462,1 meter över havet. Sjön avvattnas av vattendraget Kassjöån.

## Delavrinningsområde
Järntjärnen ingår i det delavrinningsområde (695415-151065) som SMHI kallar för Nedlagd mätstation. Medelhöjden är 443 meter över havet och ytan är 12,22 kvadratkilometer. Det finns inga avrinningsområden uppströms utan avrinningsområdet är högsta punkten. Kassjöån som avvattnar avrinningsområdet har biflödesordning 3, vilket innebär att vattnet flödar genom totalt 3 vattendrag innan det når havet efter 117 kilometer. Avrinningsområdet består mestadels av skog (96 procent). Avrinningsområdet har 0,1 kvadratkilometer vattenytor vilket ger det en sjöprocent på 0,8 procent.